# فوریا کورال
فوریا کورال (بهترکی استانبولی: Füreya Koral)؛ (زاده ۲ ژوئن ۱۹۱۰ – درگذشته ۲۵ اوت ۱۹۹۷) یک هنرمند سازنده ظروف سفالین و پیشگام در هنر سفالگری یا سرامیک بود که در خانواده‌ای هنری برجسته در ترکیه متولد شد.

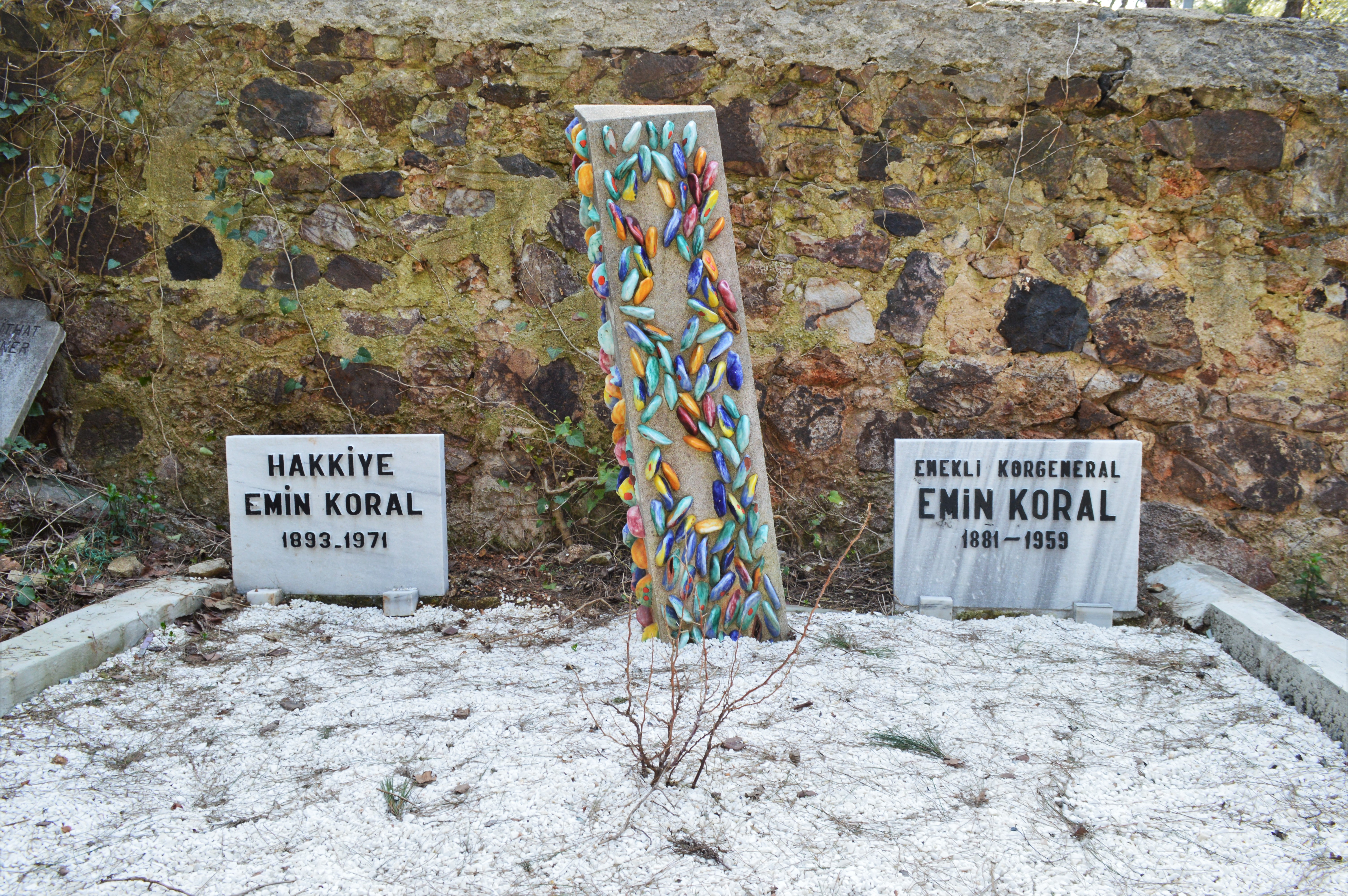
قبر فوریا کورال، هنرمند سرامیک ترک، گورستان بوبوکادا، استانبول، ترکیه.

کورال بیشتر به‌خاطر تابلوهای دیواری‌اش شناخته می‌شود اما او در زمینه‌های مختلفی مانند کاشی‌ها و مجسمه‌ها نیز کار می‌کرد و همچنین میز و چهارپایه‌های منبت‌کاری شده سرامیکی را خلق می‌کرد.
او کار بر روی سرامیک را پس از آن آغاز کرد که در یک آسایشگاه در سوئیس تحت درمان قرار گرفت و به بیماری سل مبتلا شد. چیزی که به عنوان یک سرگرمی برای این زن در ۳۷ سالگی آغاز شد به زودی به یک علاقه تبدیل شد که زندگی او را با هدفی جدید بازتعریف کرد.
او یک هنرمند خودآموخته بود و اگرچه وسایل چوبی و سرامیکی را برای ساختمان جدید مجلس ملی در آنکارا ساخت، اما می‌توان گفت آثار او تاحدی در طول زندگی‌اش نادیده گرفته شد. کورال با قالب‌گیری از خاک رس متناسب با بینش هنری خود، مجسمه‌ها، ظروف آشپزخانه خیالی و پانل‌های سرامیکی بزرگی ساخت که دیوارهای مؤسسات ملی، بیمارستان‌ها و دانشگاه‌ها از آنکارا، تا استانبول، را تزئین می‌کرد.
کورال که در در ۱۲ ژوئن ۱۹۱۰ به دنیا آمد، در خانه‌ای بین کلیسا و مسجد بزرگ شد. این تلاقی فرهنگ‌های غربی و عثمانی او را برانگیخت تا بافت‌های مختلف سفالین را بیازماید و آثار سرامیکی خلق کند که عناصر هنر انتزاعی غربی و فرهنگ اسلامی ترکیه و همچنین تأثیرات کشورهای همسایه شرق آسیا را در هم آمیخته‌است. او که به دنبال فراتر رفتن از محدودیت‌های سرامیک و عملکردهای آن بود و از هنر تمدن‌های باستانی ترکیه، مکزیک و آسیای شرقی، به‌ویژه ژاپن الهام گرفت و آثار او اغلب ترکیبی است از عناصری که از سنت‌های هنری غربی و شرقی گرفته شده‌اند.
او آثار خود را در نسخه انگلیسی با نام مشخص خود، Fureya امضا می‌کرد.

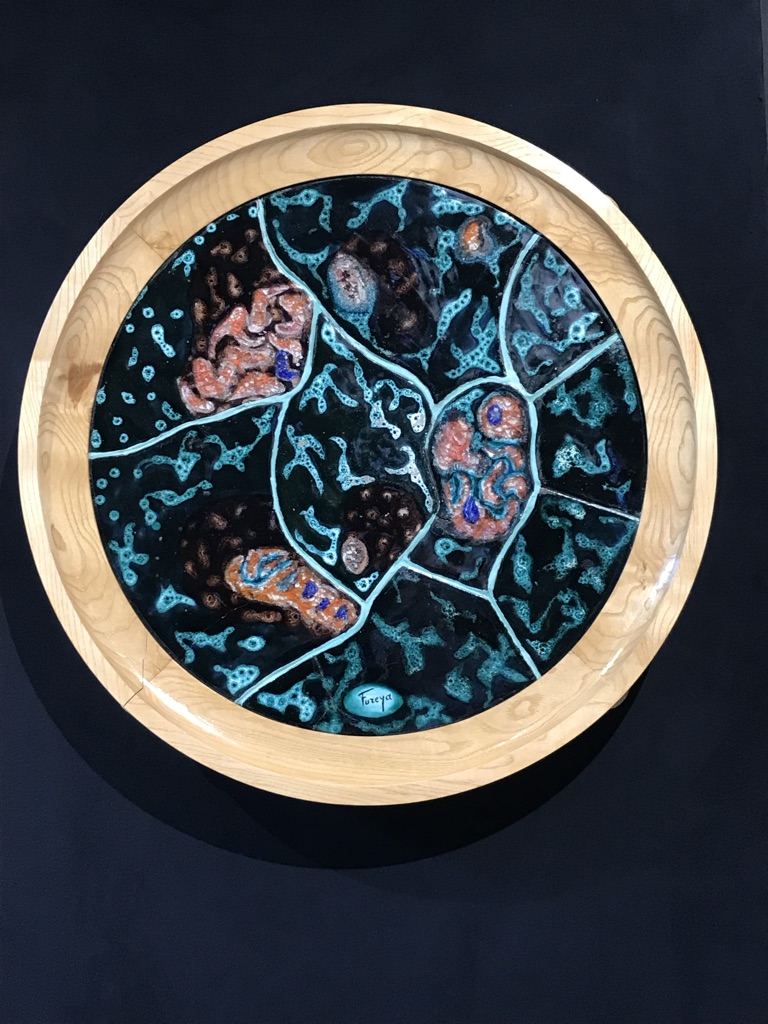
میز قهوه منبت کاری شده سرامیکی اثر فوریا کورال برای مجلس بزرگ ملی در آنکارا، ۱۹۶۱